# Massimo Ficcadenti
Massimo Ficcadenti, né le 6 novembre 1967 à Fermo en Italie, est un joueur et entraîneur de football italien, qui évoluait au poste de milieu de terrain.

## Biographie

### Carrière de joueur
Au cours de sa carrière de joueur, il dispute 31 matchs en première division, et 309 matchs en deuxième division, pour 18 buts inscrits.